# Pallacanestro Varese 1995-1996

## Rosa 1995/96
- Eric Anderson
- Bill Edwards
- Daniele Biganzoli
- Enrico Ravaglia
- Roberto Cazzaniga
- Mimmo Morena
- Giovanni Pastori
- Andrea Meneghin
- Marco Malavasi
- Richard Petruška
- Gianmarco Pozzecco
- Matteo Panichi
- Francesco Vescovi
- Allenatore:
  -  Edoardo Rusconi